# شاه جهان الثالث
شاه جهان الثالث (شاہجہان ثالث) (1711م – 1772م)، إمبراطور مغولي حكم من (10 ديسمبر 1759م - 10 أكتوبر 1760م) كان لقبه محي الدين شاه جهان الثالث بن محي الدين محمد بن كام بخش بن أورنكزيب.